# Niecieplin
Niecieplin (prononciation : [ɲeˈt͡ɕeplin]) est un village polonais de la gmina de Garwolin dans le powiat de Garwolin de la voïvodie de Mazovie dans le centre-est de la Pologne.
Il se situe à environ 2 kilomètres au nord-est de Garwolin (siège du powiat) et à 57 kilomètres au sud-est de Varsovie (capitale de la Pologne).

## Histoire
Niecieplin possède une histoire profondément enracinée dans le patrimoine de la région de Mazovie. Les premières mentions du village remontent au Moyen Âge, époque où il faisait partie des domaines appartenant à la noblesse polonaise. Le village a été témoin des transformations politiques et sociales qui ont marqué la Pologne au fil des siècles, notamment lors de la partition de la Pologne à la fin du XVIIIe siècle, où Niecieplin s'est retrouvé sous contrôle des puissances étrangères.
Au XIXe siècle, le village a subi des changements significatifs liés à la modernisation agricole introduite sous l'Empire russe. Pendant cette période, les habitants ont souvent participé à des mouvements d'insurrection contre les autorités occupantes, notamment lors des soulèvements de 1830-1831 et 1863-1864. Ces événements ont laissé une empreinte durable sur l'identité locale.
Pendant la Seconde Guerre mondiale, Niecieplin, comme de nombreux autres villages de la région, a souffert sous l'occupation allemande. Le village a servi de point de passage pour les groupes de résistance polonais opérant dans les environs. Après la guerre, il a été intégré à la République populaire de Pologne et a connu une collectivisation agricole partielle, bien que beaucoup de terres soient restées en exploitation familiale.
De 1975 à 1998, Niecieplin appartenait administrativement à la voïvodie de Siedlce avant d'être rattaché à la voïvodie de Mazovie lors de la réorganisation territoriale.